# Horst Grunenberg (Fußballspieler)
Horst Grunenberg (* 19. Juni 1942; † 13. August 2013) war ein deutscher Fußballspieler, der als Torwart von Tasmania Berlin in der Saison 1970/71 die Meisterschaft in der Regionalliga Berlin erringen konnte und damit in der Aufstiegsrunde zur Fußball-Bundesliga 1971 gegen den VfL Bochum, VfL Osnabrück, FK Pirmasens und den Karlsruher SC in acht Spielen aktiv war.

## Laufbahn
Hervorgegangen ist der Spieler aus der Schüler des TSV Ihringshausen und wechselte dann zum SV Hermannia Kassel. Durch seine Leistungen in der Amateurliga Hessen für die Blau-Weißen in der Saison 1963/64 wie auch durch seine Einsätze in der Hessen-Auswahl wurde er von DFB-Trainer Helmut Schön im Jahre 1963 auch in die deutsche Fußballnationalmannschaft der Amateure berufen. Er war der Reservetorhüter bei den deutsch-deutschen Ausscheidungsspielen im September 1963 in Karl-Marx-Stadt und in Hannover. Beim vorolympischen Fußballturnier im Oktober 1963 in Tokio kam er am 12. Oktober beim 2:1-Sieg gegen Japan B zum Einsatz. Gemeinsam mit Walter Birkhold, Franz-Josef Hönig, Gerhard Neuser und Walter Liebich trug er damit zum Turniersieg der DFB-Mannschaft bei.
Zur Runde 1964/65 wechselte er in die Regionalliga Süd zum 1. FC Pforzheim, wo er zu 3 Einsätzen kam. Nach einer Runde in Pforzheim bekam er ein Vertragsangebot aus der Fußball-Bundesliga von Hannover 96. Er war als zweiter Mann neben dem Stammtorhüter Horst Podlasly vorgesehen. Von 1965 bis 1968 konnte er nur in zwei Spielen in der Bundesliga sein Können unter Beweis stellen. Am 10. November 1965 stand er im Tor von Hannover bei dem Messecup-Spiel gegen den FC Porto, welches mit 5:0 gewonnen wurde. Es war sein einziger Einsatz für Hannover im Messecup.
Zur Runde 1968/69 unterschrieb er bei Bremerhaven 93 in der Regionalliga Nord. Für Bremerhaven kam er zu 57 Einsätzen in der Fußball-Regionalliga Nord. Nach zwei Runden in Bremerhaven wechselte er 1970 zu Tasmania Berlin. Mit Tasmania wurde er 1971 Berliner Meister und Pokalsieger, wobei er im Pokalfinale nicht zum Einsatz kam. Im zweiten Jahr zog er als Berliner Vizemeister wiederum in die Bundesligaaufstiegsrunde ein. Aber auch 1972 hatte „Tas“ gegen den Wuppertaler SV, Osnabrück, Bayern Hof und Borussia Neunkirchen keine Chance. Der Mann aus Kassel absolvierte auch in dieser Runde alle acht Spiele in der Aufstiegsrunde. Nach der Runde 1972/73 wurde Tasmania Berlin – Vierter der Tabelle – wegen Konkurs aus dem Spielbetrieb zurückgezogen und aufgelöst. Grunenberg bestritt 67 Regionalligaspiele für die Tasmania, in denen er am 3. Oktober 1971 gegen Rapide Wedding sogar ein Tor schoss, da er dreimal als Stürmer eingesetzt wurde. Er stand auch 1972 im Städtespiel gegen Manchester United im Tor der Berliner.
1973 wechselte er zum Spandauer SV, für den er in der Saison 1973/74 21 Regionalligaspiele bestritt.